# David Geffen

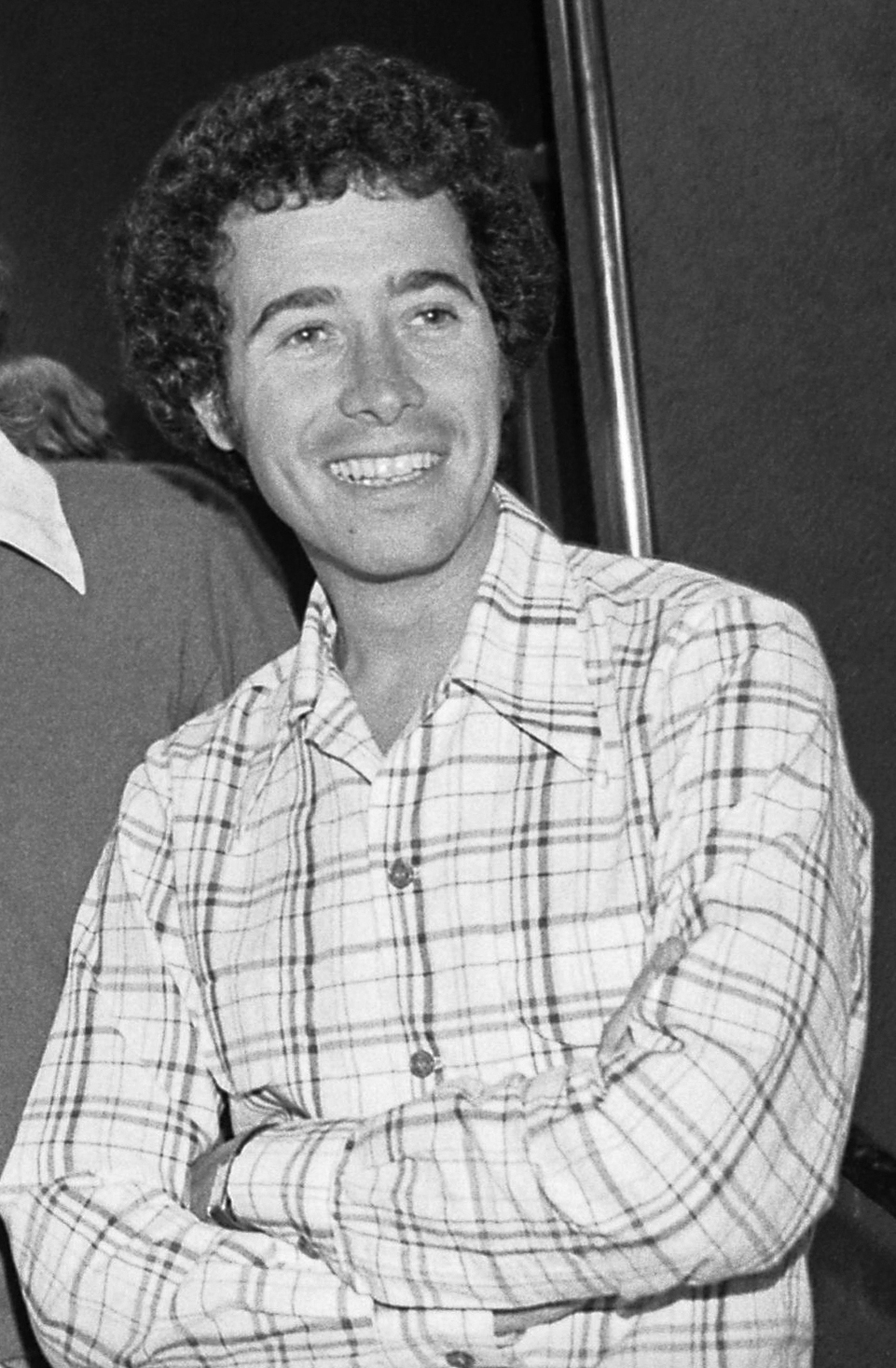
David Geffen

David Geffen (Brooklyn, 21 februari 1943) is een Amerikaans ondernemer, actief geweest als talentscout, eigenaar van muzieklabels en als film- en musicalproducer.

## Jeugd
David Geffen werd geboren in Borough Park, Brooklyn, New York, als zoon van Abraham Geffen en Batya Volovskaya (1909–1988), beide Joodse immigranten, die elkaar in Palestina ontmoet hadden.
Geffen volgde onderwijs op de New Utrecht High School in Brooklyn, en studeerde kort op de University of Texas in Austin en het Brooklyn College, maar verliet de universiteit o.a. vanwege problemen veroorzaakt door dyslexie en verhuisde naar Los Angeles.

## Carrière in de muziekwereld
Geffen begon in 1964 zijn entertainmentcarrière op de postkamer van het William Morris Agency (WMA), waar hij al snel een talentscout werd. Hij wilde eigenlijk in de filmindustrie werken, maar men vond hem te jong voor filmacteurs en vonden zijn leeftijd beter passen bij rock-artiesten.
In 1968 nam Geffen ontslag bij William Morris en ging werken voor Ashley Famous Agency, waar hij "hielp om de muziekafdeling uit te bouwen tot de op een na grootste in de branche". Na een periode als executive vice president bij Creative Management Associates, richtte hij samen met Elliot Roberts muziekmanagementbureau Geffen-Roberts op.
Op verzoek van Ahmet Ertegün, de baas van Atlantic Records, verzorgde het bureau de contracten voor de supergroep Crosby, Stills & Nash (& Young) door Graham Nash los te weken bij Epic Records.

### Asylum Records
Bij een poging om Jackson Browne aan een contract bij Atlantic te helpen suggereerde Ahmet Ertegün aan Geffen om zelf een platenlabel te beginnen. Zo geschiedde in 1972 en Ertegün beloofde de productie en distributie te verzorgen.
Na het uitbrengen van zijn debuutalbum verzocht Jackson Browne Geffen om financiële steun aan twee van zijn flatgenoten, die de huur niet meer konden betalen. Zo contracteerde Geffen J.D. Souther en Glenn Frey.
Het label bracht naast Jackson Browne in de jaren 1972 tot 1975 een aantal zeer succesvolle albums uit, zoals het debuutalbum en Desperado van de Eagles, Joni Mitchell's For the Roses en Miles of Aisles en Bob Dylan's Before the Flood en Planet Waves.
In 1975 verkocht Geffen het label voor 7 miljoen dollar aan Warner Communications, dat inmiddels ook Atlantic onder beheer had, waarna het label samengevoegd werd met Atlantic label Elektra Records. Geffen bleef aan als hoofd van de nieuwe divisie, bracht vele top albums uit (o.a. van Queen, Linda Ronstadt), waarna Geffen benoemd werd tot vice-voorzitter van de film-afdeling van Warner, Warner Brothers Pictures.

### Geffen Records
Geffen hield bij Warner Bros. Pictures toezicht op de productie van Oh! God en een paar minder succesvolle films, maar hij botste met de bureaucratie van de filmwereld en besloot terug te keren naar de muziek.
In 1980 richtte hij het platenlabel Geffen Records op. Een van de eerste uitgebrachte albums was Double Fantasy van John Lennon en Yoko Ono, dat matig succes had, totdat Lennon vermoord werd en het album alsnog een wereldwijd succes werd.
In 1990 werd het label voor $550 miljoen in aandelen verkocht aan MCA Records, een jaar nam Matsushita Electric deze aandelen over voor $670 miljoen. Geffen bleef voor het label werken tot 1995.

## Geffen Film/DreamWorks SKG
Na de verkoop van het platenlabel aan MCA Records richtte Geffen samen met zakenpartners en vrienden Jeffrey Katzenberg (die net Disney verlaten had) en Steven Spielberg de onafhankelijke filmstudio DreamWorks SKG op in 1994 (tegenwoordig in handen van Paramount Pictures).
De studio produceerde zowel Oscar-winnaar American Beauty (1999), als Gladiator (2000) , A Beautiful Mind (2001), en animatiefilm Shrek.

## Theater
Geffen produceerde de Broadway musicals Cats (1982) en Dreamgirls (1981).

## Kunstverzamelaar
Geffen verzamelt abstract expressionistsche schilderkunst. Hij bezat werk van Jackson Pollock, Willem de Kooning, Mark Rothko en Jasper Johns.
Per oktober 2015 komt hij minstens 4 maal voor op een lijst met de duurst verkochte schilderijen ter wereld. In december 2015 schonk hij $ 40 miljoen aan het Museum of Modern Art.

## Overig
Op voordracht van Jackson Brown werd Geffen in 2010 opgenomen in de Rock and Roll Hall of Fame.
Hij wordt thans beschouwd als een van de rijkste mensen ter wereld. In de periode 1974-1975 had hij een veelbesproken relatie met Cher. Daarna kwam hij openlijk uit voor zijn homoseksuele geaardheid en schonk een groot bedrag aan het wetenschappelijk onderzoek ter bestrijding van aids.